# Internet servisi
Internet servisi se zasnivaju na arhitekturi klijenta i servera, server je kompjuter koji je stalno spojen na internet te pruža neku mrežnu uslugu odnosno servis, dok je klijent korisnički kompjuter,odnosno program koji koristi neku od usluga (Web klijent).

## Pojava interneta
Nastajanje tehnologije kompjutera prolazilo je više razvojnih perioda: period od 1946. do 1952. godine, period tranzistora, integralnih kola i period mikroprocesora. U svakom od tih razvojnih perioda kompjuter je bio osposobljen za preuzimanje sve većeg broja programskih aplikacija. Nakon ove četiri faze razvoja kompjuterske tehnologije upotreba kompjutera se često i nepravilno poistovjećivala s internetom. Broj proizvedenih kompjutera, je veći iz godine u godinu. Najveći proizvođači personalnih kompjutera,kao sto su na primjer: Dell Computer, Hewlett Packard, Acer, Compaq Computer, Lenovo i sl., proizvode zajedno preko pedeset miliona računara godišnje, a svaka pojedinačna kompanija vrijedi više desetina milijardi eura.
Kompjuterski internet može da se razumije kao tehnički i informatički integritet koji najbolje oslikava društvenu stvarnost kompjuterizovanog svijeta. Iako postoje dvije verzije nastanka interneta, zvanična i nezvanična, koje su u osnovi veoma slične,mnogi se autori slažu da je vremenski početak bržeg razvoja internet tehnologije 1969. godina. Grupa naučnika sa UCLA univerziteta povezala je dva kompjutera sa kablom,a iste godine počeo je proces umrežavanja kompjuterskih centara američkog vladinog projekata ARPA (Advanced Research projects Agency). Realizacija projekta u potpunosti je završena 1973 godine kada je nastala prva računarska mreža pod nazivom Arpanet, široj javnosti prezentovana godinu dana kasnije na Međunarodnoj konferenciji o kompjuterskoj komunikaciji. Prvobitno naučno-vojni projekat, potom akademsko civilni, tada je po prvi put predstavljen javnosti kao projekat koji se može korisititi u svim segmentima društva.
Nakon uspješnog povezivanja kompjutera, projekat Arpa stavio je pred sebe cilj da poveže i dve odvojene kompjuterske mreže pa je uspešno povezivanje Arpaneta sa komercijalnom mrežom TYMNET podstaklo procese umrežavanja širom svijeta. Projekat stvaranja mreže koja bi objedinila sve mreže zahtevao je stvaranje jednostavnog standarda za povezivanje. Stvoren je standard za mrežnu komunikaciju Transmission Control Protocol (TCP). Ovaj protokol je omogućio prenos podataka u obliku paketnih aranžmana, i to bez zagušenja pojedinih dijelova mreže,1983. godine dopunjava takovani Internet Procotol (IP), koji je omogućio da svaki kompjuter bude adresiran na mreži. Olakšan protok informacija novom tehnologijom prenosa otvoren je povezivanjem ova dva standarda u TCP/IP protokol. Arpa je sve mreže povezane na ovaj način nazvala Arpa Internet, kasnije samo Internet.

## Postojeći internet servisi
Izvorni podsticaj na razvijanje Arpanet-a bilo je, stvaranje uslova za uspostavljanje interaktivne (dijaloške, konverzacijske) informacijske veze među članovima para udaljenih komunikacijskih partnera, što se, tehničkim riječnikom, naziva uspostavljanjem veze “iz tačke u tačku” (engl. Point-to-Point). Druga je stvar, i gotovo nevažna
činjenica, to što su formalni komunikatori upravo kompjuteri i srodna oprema, a tek “iza”
njih “stoje” stvarni komunikatori – ljudi.
Prema današnjem stepenu razvoja Interneta moguće je razlučiti tri najvažnija generička i više
izvedenih opštih servisa.
Hronološkim redom njihovog nastajanja, najvažniji generički standardni internetski servisi su:
1. Daljinski prenos datoteka;
2. Elektronska pošta;
3. Svijetska mreža.[2]

Postoji i podela na pet opštih internet servisa i to: 
1. Bazični servisi:
  1. Elektronska pošta (E-mail) – Ne podrazumjeva samo običnu razmjenu teksta,nego putem ovog servisa mozete sa ljudima širom svijeta razmjenivati slike, muzičke zapise, dokumente koj ste sami napravili i druge fajlove na računaru. Potrebna Vam je samo e-mail adresa.
  2. Telenet (Telecommunication Network) - omogućava pristup udaljenom kompjuteru i interaktivni rad na njemu, kao da je korisnik prisutan na udaljenoj lokaciji.
  3. FTP (File transfer protocol) - omogućava prenos datoteka između dva udaljena računara.
2. Javni informacioni servisi:
  1. Anonimni FTP (Anonymous FTP) - predstavlja javno skladištenje podataka koja su na raspolaganju preko FTP servisa svim korisnicima Interneta.
  2. Gofer (Gopher) - Servis sličan vebu stim da ne može odjednom prikazati tekst i sliku.
  3. WWW (World Wide Web) - Multimedijalna elektronska oglasna tabla,omogućuje korisnicima pritup velikom broju dokumenata, omogućuje im gledanje teksta, slike, slušanje zvuka...
3. Diskusioni servisi:
  1. Mailing list - Omogućava razmjenjivanje poruka o nekoj temi.
  2. Diskusione grupe - Poruke se ne šalju,nego se koriste čitači vijesti.
4. Konferencijski servisi:
  1. Talk
  2. IRC (Internet Ralay Chat) - Omogućava velikom broju koristika komunikaciju i razmjenu poruka. Kucanjem poruka na tastaturi i čitanju sa ekrana uspostavlja se komunikacija.
  3. Video konferencija
  4. Internet fon (internet phone) - Omogućava telefoniranje preko interneta.
5. Servisi za pretraživanje interneta (Archie, Veronca, Search engine)

### Daljinski prenos datoteka
Ideja daljinskog prenosa datoteka uz odgovorajući protokol (skup pravila koja regulišu prenos)
jezgro je čitave ideje Interneta. Mreža je i razvijena upravo zato da bi se kompjuterske datoteke različitih vrsta i tipova, smeštene u jednom kompjuteru mogle preneti na neki drugi kompjuter, i potom na njemu obrađivati. Čak je i zamisao o elektronskoj pošti nastala nešto kasnije. Protokol za prenos datoteka označuje se akronimom (kraticom) FTP (eng. File Transfer Protocol). Mjesta s kojih se mogu preuzimati datoteke u Internetu nazivaju se FTP-mjestima, a procjenjuje se da se na njima održava preko 100 miliona različitih datoteka. FTP-mjesta ne treba brkati s web mjestima. Softver na FTP lokacijama je grupisan,u zavisnosti od vlasništva,na tri velike grupe:
- Public domain softver - softver u javnom vlasništvu, to jeste može se preuzeti sa servera bez ikakve dodatne novčane naplate, i dalje distribuirati.
- Freeware softver - također besplatan softver, ali se ne smije dalje mijenjati i distribuirati bez dozvole autora.
- Shareware softver - softver za upotrebu koji je zaštićen autorskim pravom,a koji možemo preuzeti sa servera i koristiti određeni vremenski period. Po isteku perioda potrebno je platiti autoru i distributeru naknadu i tako registrovati upotrebu programa ili ga izbrisati sa računara. Uslovi pretplate dolaze uz svaki Shareware program.[3]

U programe za daljinski prenos podataka ugrađuju se u tzv. webpreglednike (eng. Web Browser). 
FTP-mjesta se figuriraju kao dokumenti s poveznicama putem kojih korisnik može dobiti uvid u direktorije i datoteke na pojedinom FTP-mjestu,te jednostavnim “klikom” izvršiti odabir tražene datoteke i njeno preuzimanje (eng. Download) na svoj kompjuter.

#### Koristi i opasnosti kod primjene servisa daljinskog prenosa datoteka
Daljinski prenos datoteka može se koristiti za najrazličitije svrhe. Najčešće su sljedeće primjene:
- prenos binarnih datoteka između udaljenih kompjutera,
- prenos tekstualnih (ASCII) datoteka između udaljenih kompjutera,
- preuzimanje programa s udaljenih kompjutera,
- prenos multimedijskih datoteka (slike, video zapisa i zvuka).[2]

Najveći je problem pronaći FTP-mjesto na kojemu se možda nalazi tražena datoteka. Pri tome će
od koristi biti različiti direktoriji FTP-mjesta i njihovih sadržaja.
Opasnost pri korištenju servisa daljinskog prenosa datoteka proizlaze i iz toga što se uz
očekivani sadržaj s nekog udaljenog računala mogu preuzeti i kompjuterski virusi, odnosno
“podmetnuti” programi koji “napadaju” i “inficiraju” kompjuter na koje se prenosi datoteka s nekog
drugog kompjutera. Problem kompjuterskih virusa je ozbiljan, ali se čini da je i donekle predimenzioniran.
Danas već, postoje prilično pouzdane mjere antivirusne zaštite.

### Elektronska pošta
Elektronska pošta (eng. Electronic Mail, E-Mail) je mrežni servis koji kombinuje
ekspeditivnost telefonske i trajnost pisane komunikacije. Koncipirao ga je
1971. godine, dakle još u “ranom djetinjstvu” ARPANET-a, američki inženjer Ray Tomlison.
Najprivlačnija su obilježja servisa elektronske pošte; njegova jednostavnost pri upotrebi i primjenjivost u svakodnevnim komunikacijskim potrebama poslovnih i drugih korisnika. Elektronska pošta nije samo obična razmjena teksta,nego putem ovog servisa možete sa ljudima širom svijeta razmjenjivati slike,muzičke zapise,dokumente koje ste napravili i druge fajlove na kompjuteru. Potrebna vam je e-mail adresa. .

#### Adresa u elektronskoj pošti
Komunikacija putem elektronske pošte u Interetu može se uspostaviti između bilo koja dva
subjekta (pretplatnika) prijavljena kod nekog davaoca internetskih usluga (ISP-a), koji im je dodijelio
odgovarajuću adresu. Adrese su standardizovane i jednoobrazne, bez obzira na to koji ih
davalac usluge pridjeljuje korisnicima, a sastoje se iz dva osnovna dijela:
ime-korisnika@internetska-adresa
ili, specifičnije:
ime@organizacija.područje
Ime korisnika i naziv organizacije određuje korisnik proizvoljno, a oznaku područja dodjeljuje mu
davalac usluga:
- com – komercijalne i profitne organizacije
- org – mješovite i neprofitne organizacije
- net – internetska infrastruktura i davatelji internetskih usluga
- edu – fakulteti i sveučilišta
- gov – federalne vladine agencije.[3]

Pojedini davaoci usluga nude i mogućnost otvaranja više različitih adresa za istog korisnika, te više adresa koje imaju jednake nazive organizacije i domene, ali različita imena korisnika. 

#### Najpoznatiji programi za elektronsku poštu
Danas su najčešće korišteni programi za elektronsku poštu Microsoft Outlook i Outlook Express, a ponegdje su u upotrebi i Netscape Messenger, Eudora i Pegasus. 
Postoji još i čitav niz manje popularnih programa slične namjene.
Programi Outlook i Outlook Express su u velikoj mjeri slični, barem kada je u pitanju rad s
elektronskom poštom. Glavna je razlika u tome što Outlook pruža i podršku za obavljanje mnogih
drugih administrativnih i sličnih poslova. Slično vrijedi i za Netscape Messenger, Eudoru i Pegasus.

### World Wide Web
Na samom početku rasprave o World Wide Webu (koji se ponekad referencira i kao WWW, The
Web ili W3) treba otkloniti jednu zabludu ukorjenjenu u široj, a nedovoljno upućenoj javnosti: World
Wide Web nije isto što i Internet, WWW je samo jako rasprostranjen i vrlo popularan softverski
sistem, odnosno internetski servis.

#### Hipertekst i hipermedija kao osnova World Wide Weba
Ideja hiperteksta, kasnije razrađena i podignuta na višu razinu kao ideja hipermedijskih dokumenata, razvijena je prije nekoliko godina, ali pravi “procvat” doživaljava posljednjih, otprilike,pet godina. Hipertekstualni dokumenti su skupovi informacija izraženi u tekstualnom obliku čiji su dijelovi logički povezani s dijelovima nekih drugih takvih dokumenata pohranjenih u memoriji istog ili nekog drugog umreženog kompjutera. Analogno tome, pod pojmom hipermedijskog dokumenta podrazumijeva se skup srodnih informacija, iskazanih u tekstualnom, grafičkom, video i/ili zvučnom obliku, koje se odnose na neki (složeni) objekt, a koje se također mogu po volji povezivati s dijelovima sličnih takvih dokumenata u memorijama različitih kompjutera. Veze među dokumentima nazivaju se poveznicama (eng. Link), a u svakom su dokumentu vidljivo označene (npr: podcrtavanjem teksta, uokvirivanjem naziva dijela dokumenta itd.).
Hipertekstualni i hipermedijski dokumenti imaju dva značajna i zanimljiva obilježja: 	
1. Ne pretpostavljaju nikakav specifičan redoslijed ili hijerahiju obuhvaćenih informacija, odnosno omogućuju proizvoljno povezivanje bilo kojih dijelova dokumenata.
2. Omogućuju da neke informacije budu u višestrukim odnosima prema nekim drugim informacijama, tj. da jedna informacija upućuje na više drugih informacija, odnosno da više različitih informacija upućuje na istu informaciju.[2]

Hipermedijski dokumenti se nazivaju Web stranicama. Kada je sadržaj nekog hipermedijskog dokumenta prikazan na zaslonu kompjutera, “klikom” miša na poveznicu ugrađenu u taj dokument “skače” se u neki drugi, odabrani, sličan dokument, koji se “poziva” i “otvara” te čiji se sadržaj prikazuje na zaslonu, odnosno emituje putem priključenog zvučnika. Važno je znati da se u WWW prostoru poveznice jednog hipermedijskog dokumenta prema nekom drugom dokumentu mogu uspostavljati bez znanja i dopuštenja vlasnika tog drugog dokumenta, jer niko nema potpunu kontrolu nad mogućim (i postojećim) vezama među dokumentima. Sam čin “postavljanja” hipermedijskog dokumenta na određeno Web mjesto ujedno znači njegovo – u načelu – neograničeno “otvaranje” prema svim ostalim dokumentima, odnosno subjektima u Web prostoru.

#### Snalaženje u Web prostoru
U Web prostoru Web mjesta (kompjutera u čijim su memorijima pohranjene Web stranice) opremljena su stanovitim poslužiteljskim programima pomoću kojih se sadržaj Web stranica nudi na upotrebu. S druge strane, osnovni alat za snalaženje klijenata (dakle, tražiocem informacija, odnosno usluga) u Web prostoru je Web preglednik (engl. Web Browser), kao svojevrsni servisni program pohranjen u klijentskom kompjuteru. Figurativno govoreći, poslužiteljski programi Web mjesta čine jednu, a klijentski Web preglednici drugu stranu WWW jednačine.
Aktiviranjem preglednika korisnik otvara početnu (“kućnu”) stranicu (eng. Home Page, Start Page) na kojoj su, u pravilu, navedene poveznice prema nekim drugim Web stranicama. Jasno su uočljive, jer su prikazane u boji, podcrtane ili čak o obliku neke sličice (ikone). Kada korisnik “klikne” mišem na odabranu poveznicu, preglednik šalje u Internet zahtjev odabranom Web poslužitelju da pošalje svoju (selektovanu) Web stranicu. Ako je izabrani Web poslužilac aktivan, poslaće (vratiti) svoju Web stranicu klijentovom pregledniku, a ovaj će je prikazati na zaslonu korisnikovog računala.
U protivnom, na zaslonu će se pojaviti poruka da traženi Web poslužitelj nije dostupan. Opisano čini
temelj tzv. navigacije Web prostorom.
Broj raspoloživih poveznica može se i povećati “klikom” na određeno “dugme” na početnoj
stranici preglednika. 
Sistem poveznica karakterističan za hipertekstualne i hipermedijske dokumente u Web prostoru je izvrsno sredstvo za bržu navigaciju tim prostorom. No, uvijek postoji opasnost da se korisnik pri nekontrolisanoj navigaciji jednostavno “izgubi”, tj. da više ne zna gdje je i kuda bi ga daljnja “šetnja” mogla odvesti. Tada će mu biti od koristi neki pomoćni alati u obliku daljnjih “dugmadi” (Back, Forward, Home, Bookmarks ili Favorites, History itd.). Objašnjenja njihovih funkcija mogu se lako naći u prozoru “Help” što ga korisnik može otvoriti na svome zaslonu.
Međutim, postoje i situacije u kojima korisnik tačno zna Web adresu mjesta na koju se želi povezati i čiji sadržaj želi prikazati na svojem zaslonu, odnosno prenijeti na svoj kompjuter. U tom će se slučaju poslužiti tzv. URL-om. URL (akr. eng. Uniform Resource Locator) je, sinonim za potpunu internetsku adresu nekog Web mjesta. Sastoji se iz najmanje dva dijela: 
1. specifikacije protokola za prenos Web stranice i
2. naziva domene (internetske adrese kompjutera) u kojoj se nalazi Web stranica.[2]

Tome se mogu dodati neke druge opcije, poput naziva direktorija, datoteke, dijela datoteke i sl.
U okvirima WWW servisa kao protokol za prenos Web stranice, odnosno hipermedijskog
dokumenta služi HTTP (akr. eng. HyperText Transfer Protocol). Specifikacija tog protokola odvaja se
od oznake servisa (www) i/ili naziva domene upisivanjem niza znakova ://, kao, na primjer:
https://web.archive.org/web/20160223042446/http://www.srpskeposte.com/
Tražena se adresa upisuje u odgovarajuće polje na početnoj stranici preglednika. Čak se i dopušta ispuštanje specifikacije protokola (http://), jer se podrazumijeva kada se iza nje upisuje oznaka www. Čak štoviše, radi li se o domeni s ekstenzijom .com, koja je inače najčešća u Web prostoru, i tu se ekstenziju može ispustiti, a preglednik će je implicirati. Tako će preglednik “prepoznati” da upisani niz znakova, primjerice, firma, nakon kojega se unosi (“pritisne” tipka) Enter, znači punu adresu http://www.firma.com.
Nakon svega ovoga, preglednik će uspostaviti vezu (poveznicu) s adresiranim Web poslužiocem i,
ako je on raspoloživ, prenijeti sadržaj njegove Web stranice (ili više njih) na korisnikov zaslon,
odnosno u memoriju klijentskog kompjutera.

#### Traženje i pronalaženje informacija u Internetu
Više-manje besciljno aktiviranje i praćenje poveznica s jednog hipermedijskog dokumenta prema
drugome – i tako “unedogled” – u internetskom se žargonu naziva “surfanjem” (eng. Surf, Surfing).
Radi boljeg pronalaska potrebnih informacija neki davaoci internetskih usluga i
razvili moćne softverske sisteme za pohranjivanje informacija o informacijama raspoloživima na
različitim Web mjestima, njihovo klasifikovanje i organizovanje, te pretraživanje, pronalaženje i,
konačno, dostavljanje onima koji ih trebaju, dakle korisnicima.
Tradicionalno, ako se u razmjerno kratkom dosadašnjem razdoblju velike popularnosti Interneta
uopšte može govoriti o nekoj tradiciji, ti su se softverski sistemi razvijali u dva smjera, tako da se
danas mogu svrstati u dvije glavne skupine osnovnih pretraživačkih alata:
- Prvu skupinu čine imenici ili direktoriji informacija o Web mjestima, odnosno stranicama na

kojima se mogu pronaći tražene informacije, odnosno dobiti neke informacijske usluge, a koji su
izgrađeni po principima bibliotečne katalogizacije bibliografskih izvora i njihova pronalaženja u
većem književnom, odnosno dokumentacijskom fondu.	
- Drugu skupinu čine pretraživači informacija (eng. Search Engine), kao nešto “aktivniji” softverski sistemi koji podržavaju neke sofisticiranije i “agresivnije” metode dolaženja do potrebnih informacija ili informacijskih usluga.[2]

Valja spomenuti kako je već danas jasno uočljiv trend “približavanja” ili konvergencije, te prožimanja jedne i druge vrste pretraživačkih sistema, tako da među njima više nema oštrih granica, a nema ni previše smisla nasilno ih “trpati” u striktno razdvojene “generičke ladice”.
Prema prilično mjerodavnim (i grubim) procjenama, danas se u Internetu može naći čak i nekoliko
stotina pretraživačkih sistema i alata, ali jedan od najstarijih je Yahoo!, kojega kao osnovni alat za pretraživanje internetskih sadržaja koristi više od polovine internetskih klijenata.
Upotreba sistema za pretraživanje informacija krajnje je jednostavna. Korisnik nakon pristupanja
Web mjestu na kojemu se nalazi neki pretraživački alat naprosto upisuje u jasno vidljivo i označeno
polje na zaslonu svoga kompjutera ključnu riječ prema kojoj treba izvršiti traženje, te potom mora samo
još “kliknuti” na “dugme” Search i pritisnuti tipku Enter. Na zaslonu će se potom prikazati traženi
sadržaji (naravno, ako ih ima i ako ih pretraživački program može pronaći).

## Literatura
- Tapavički Duronjić,T. Kompjuterska kultura i moderni mediji; Filozofksi fakultet; Beograd. 2008.  978-99938-34-77-9.
- Marinkovic T,Todorović D. Računarski priručnik;Timproduction; Banja Luka. 2007.  978-99938-610-4-1.
- Panian,Ž. Bogastvo interneta. Strijelac; Zagreb. 2000.  978-953-210-012-9.